# Şalcılar, Aydıntepe
Şalcılar là một xã thuộc huyện Aydıntepe, tỉnh Bayburt, Thổ Nhĩ Kỳ. Dân số thời điểm năm 2010 là 87 người.